# Paul Pogge

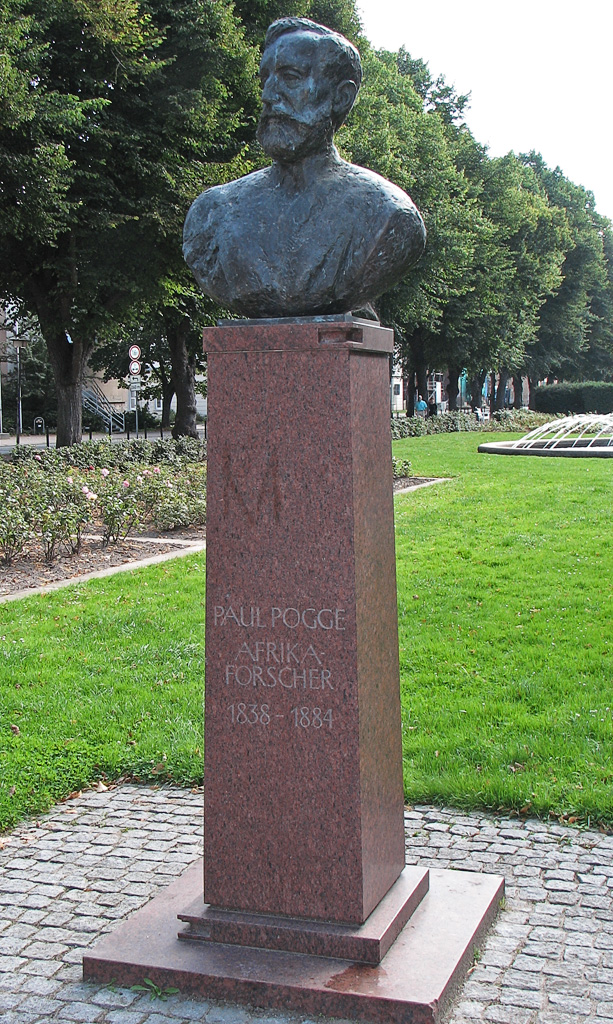
staty som föreställer Paul Pogge

Paul Pogge född den 24 december 1839 i Zierstorf, Mecklenburg-Schwerin, Tyskland, död 16 mars 1884 i Luanda, Angola var en tysk forskningsresande i Afrika.
Han deltog från 1874 i Tysklands forskningsarbete i Centralafrika samt framträngde från Angola genom riket Lunda till Muata Jamvos rike (dec. 1875). Sedan denne nekat honom att fortsätta färden, vände Pogge i april 1876 hemåt och utgav boken Im Reiche des Muata Jamvo (1880). Året därpå anträdde han, med samma utgångspunkt, en ny expedition, på vilken han i april 1882 nådde Njangve (Övre Kongo). Hans kamrat Hermann von Wissmann förlängde därifrån färden tvärs igenom världsdelen, men Pogge återvände på den redan tillryggalagda vägen samt upprättade i Mukenges huvudstad, väster om Lulua, en station (Luluaburg).